# Кристин Барански
Kристин Џејн Барански (енгл. Christine Jane Baranski), познатија као Kристин Барански (енгл. Christine Baranski; Буфало, 2. мај 1952) је америчка глумица, певачица и продуценткиња. Петнаест пута је номинована за награду Еми, 1995. године примила је награду Еми за најбољу споредну глумицу у хумористичкој серији, за улогу Мариан Троп у ситкому Сибил (1995—98). Баранска је награђена признањем за улогу Дајане Локхарт, у телевизијској серији Добра жена (2009—2016) и серији Добра борба (2017—данас), као и за улогу у хумористичкој серији Штребери (2009—2019) за коју је примила четири номинације за награду Еми. Такође, позната је по улогама у бројним познатим телевизијским филмовима, као што су Плес са белим псом (1993), Елојз на тргу и Елојз за Божић (обе 2003) и Ко је Симон Милер? (2011).
Баранска је добитница две награде Тони за најбољу споредну глумицу у представи бродвејске продукције Права ствар 1984. и Гласине 1989. Глумила  је у многим филмовима, укључујући Девет и по недеља (1986), Орлови правде (1986), Преокрет среће (1990), Вредности породице Адамс (1993), Џефри (1995), Кавез (1996), Булворт (1998), Окрутне намере (1999), Боуфингер (1999), Како је Гринч украо Божић (2000), Чикаго (2002), Mamma Mia! (2008), Лов на бившу жену (2010), Зачарана шума (2014), Опасне маме 2 (2017) и Мама миа! Идемо поново (2018).

## Биографија
Рођена је у Буфалу, као кћерка Вирџиније и Лисјена Баранског, који је уређивао новине на пољском језику. Бака и деда су јој били глумци у пољском позоришту. Одрасла је у пољско-католичком кварту у Њујорку, где је похађала средњу школу. Затим је студирала у Њујорку (1970—1974), где је и дипломирала 1974. године.

## Каријера

### Позориште
Баранска је глумила у представи Права ствар, Тома Стопарда, са којом је освојила 1984. године награду Тони за најбољу споредну глумицу у представи. Глумила је и у Кући плавог лишћа, Гласинама (са којима је освојила другу награду Тони), Нику и Нори и другим представама.
У центру Вашингтона, Баранска је глумила госпођу Ловет у филму Свини Тод: Паклени берберин из улице Флит 2002. године  (за коју је 2003. освојила награду Хелен Хејз за изванредну глумицу у мјузиклу) и као насловни лик у филму Маме 2006. године.
У продукцији бродвејског позоришта од 1991. године, глумила је 2008. године у представи Бенг Бенг, која је добила две награде Тони, једну за најбољу представу и другу за најбољег глумца (Марк Рајланс). Оригиналну глумачку поставку чинили су Бредли Витфорд (Бернард), Кетрин Хан (Глорија), Кристина Баранска (Берт), Џина Гершон (Габријела) и Мери Макормак (Гречен). Емисија је завршена 4. јануара 2009.
Такође је глумила у добротворној представи Стивена Сондхајма Мала ноћна музика грофицу Шарлоту Малколм 12. јануара 2009. У глумачкој поставци су биле Ванеса Редгрејв, Наташа Ричардсон, Виктор Гарбер и Марк Кудиш, између осталих.
Два пута је освајила награду Тони и Драма Деск.
Године 2018. Баранска је примљена у кућу славних.

### Филм
Баранска је глумела у разним филмовима. Неке од њених познатијих улога су у филму Кавез (1996), Како је Гринч украо Божић (2000), Чикаго (2002) и Опасни таоци (1994).
Награде је добила за улогу Тање у Mamma Mia! (2008) и Мама миа! Идемо поново (2018).
Глумила је и маћеху Пепељуге у филму Зачарана шума.
Глумила је и у филмовима Девет и по недеља (1986), Орлови правде (1986), Преокрет среће (1990), Вредности породице Адамс (1993), Џефреј (1995), Булворт (1998), Окрутне намере (1999), Боуфингер (1999), Чикаго (2002), Тролови (2016) и Опасне маме 2 (2017).

### Телевизија
На телевизији се појавила серијом Сибилкада је имала четдесет година. Затим је играла у Сва моја деца и Још један свет.
Баранска је глумила Сибил Шеперд у Си-Би-Ес ситкому Сибил, која је трајала од 1995. до 1998. године, за време Уживо суботом увече и освојила је награду Еми за најбољу споредну женску улогу у хумористичкој серији заједно са још три номинације. Глумила је и у серији Трећи камен од Сунца. Неколико година касније, Баранска је номинована наградом Еми за главну улогу у Фрејжер. Барански је глумила у серији Сад и поново.
Баранска 2000—2001. глуми у Добродошли у Њујорк, 2003—2004. у Срећна породица. Глумила је Бернадет Питерс у ситкому Еј-Би-Си-а Усвојена, 2005. године. Глумила је и у Шапат духова. 
Године 2009. Баранска је почела да глуми у Штреберима. Први пут се појавила у епизоди друге сезоне Мајчински капацитет, за коју је добила награду Еми. Због успеха који је постигла, глумила је и у трећој сезони, епизоди Мајчинска честитост, за коју је добила још једну награду Еми. Глумила је у укупно шеснаест епизода и добила је четири награде Еми за своју улогу.
Од 2009. до 2016. године глумила је Дајану Локхарт у Си-Би-Ес серији Добра жена. Добила је награду Еми за најбољу споредну глумицу у драмској серији, у којој је глумила у шест сезона у периоду од 2010. до 2015. Глумела је и у Ружној Бети 2009. године.
Баранска глуми и у серији Добра борба, која је почела да се емитује од фебруара 2017, на Си-Би-Ес-у.

## Лични живот
Била је удата за глумца Метја Коулса од октобра 1983. до његове смрти 22. маја 2014. Имају две кћерке Изабел (рођену 1984), адвоката, и Лили (рођену 1987), глумицу. Она је римокатолик.

## Филмографија

### Филм
| Улоге Кристина Баранска |                                |               |                        | |
| Година                  | Српски назив                   | Изворни назив | Улога                  | Напомена |
| 1982.                   | Супа за једно                  |               | Плавуша у Бару         | |
| 1983.                   | Заљубљен                       |               | Нимфоманка             | |
| 1984.                   | Крекер                         |               | Макси                  | |
| 1986.                   | Девет и по недеља              |               | Теа                    | |
| 1986.                   | Орлови правде                  |               | Карол Фриман           | |
| 1987.                   | Заводник                       |               | Харијет                | |
| 1990.                   | Преокрет среће                 |               | Андреа Ренолдс         | |
| 1993.                   | Ноћ када се нисмо срели        |               | Луси                   | |
| 1993.                   | Живот с Микијем                |               | Керол                  | |
| 1993.                   | Вредности породице Адамс       |               | Беки Мартин-Грејнџер   | |
| 1994.                   | Опасни таоци                   |               | Кони Шасер             | |
| 1994.                   | Улазак у                       |               | Маргарета Хигс         | |
| 1994.                   | Рат                            |               | Госпођа Стапфорд       | |
| 1995.                   | Џефри                          |               | Ен Марвуд Бартл        | |
| 1996.                   | Кавез                          |               | Кетрин Арчер           | Награда Удружења филмских глумаца за најбољу филмску поставу                                                                                       |
| 1998.                   | Непарни пар 2                  |               | Телма                  | |
| 1998.                   | Булворт                        |               | Констанца Булворт      | |
| 1999.                   | Окрутне намере                 |               | Бани                   | |
| 1999.                   | Боуфингер                      |               | Керол                  | |
| 2000.                   | Како је Гринч украо Божић      |               | Марта Меј Вовир        | |
| 2002.                   | Гуру                           |               | Шантал                 | |
| 2002.                   | Чикаго                         |               | Мери Саншајн           | Награда Удружења филмских глумаца за најбољу филмску поставу                                                                                       |
| 2003.                   | Марси X                        |               | Мери Елен Спинкл       | |
| 2004.                   | Добродошли у Муспорт           |               | Шарлот Кол             | |
| 2005.                   | Скуби Ду - Где је моја мумија? |               | Амелија фон Буч (глас) | |
| 2006.                   | Пад за милост                  |               | Бри                    | |
| 2006.                   | Шашави родитељи                |               | Арлин Клејтон          | |
| 2006.                   | Боневиле                       |               | Франсина               | |
| 2008.                   | Mamma Mia!                     |               | Тања                   | |
| 2010.                   | Лов на бившу жену              |               | Кити Херли             | |
| 2010.                   | Извучени заједно               |               |                        | |
| 2012.                   | Борба са храном                |               | Хеда Шопер (глас)      | |
| 2012.                   | Зачарана шума                  |               | Пепељугина маћеха      | Награда Сателит за најбољу глумачку улогу номинована наградом друштва критичара у Детроиту Награда по избору критичара за најбољи глумачки ансамбл |
| 2016.                   | Тролови                        |               | Кувар (глас)           | |
| 2016.                   | Госпођица Слоун                |               | Евелин Самнер          | |
| 2017.                   | Опасне маме 2                  |               | Рут                    | |
| 2018.                   | Мама миа! Идемо поново         |               | Тања                   | |

### Телевизија
| Улоге Кристина Баранска |                          |               |                           | |
| Година                  | Српски назив             | Изворни назив | Улога                     | Напомена |
| 1977.                   | Слободно пуцање          |               | Деби                      | Епизода: „Одлука: 1. део" |
| 1980.                   | Играмо за време          |               | Олга                      | ТВ филм |
| 1982.                   | Сан летње ноћи           |               | Хелена                    | ТВ филм |
| 1982.                   | Још један свет           |               | Бев Такер                 | Непознате епизоде |
| 1984.                   | Сва моја деца            |               | Џул Манискало             | Непознате епизоде |
| 1985.                   | Велики снимци у Америци  |               | Сара                      | ТВ филм |
| 1985.                   | Праведник                |               | Викторија Бејнс           | Епизода: „Мамин дечак" |
| 1987.                   | Кућа плавих лишћа        |               | Бани Флингус              | ТВ филм |
| 1988.                   | Трње                     |               | Поли                      | Епизода: „Служавка" |
| 1991.                   | Ред и закон              |               | Кетрин Масуки             | Епизоде: „Бујице похлепе (1. и 2. део)" |
| 1992.                   | Сценарио                 |               | Блер Бенет                | Епизода: „Куповина клизишта" |
| 1993.                   | Да плешем са белим псом  |               | Кетрин                    | ТВ филм |
| 1994.                   | Ред и закон              |               | Ружа Сигал                | Епизода: „Негујте" |
| 1995—98                 | Сибил                    |               | Мариан Троп               | 87 епизода Награда Еми за изванредну споредну глумицу у хумористичкој серији (1995) Награда удружења глумаца за изванредне пердормансе у хумористичкој серији (1995) Награда Златни глобус за најбољу споредну глумицу - серију, минисерију или телевизијски филм (1995, 1996) Награда Еми за изванредну споредну глумицу у хумористичкој серији (1996—98) Награда Удружења глумаца за изванредне перформансе ансамбла у хумористичкој серији (1995) Награда Удружења глумаца за изванредне перформансе и глумице у хумористичкој серији (1996) |
| 1996.                   | Уживо суботом увече      |               | Домаћин                   | Епизоде: „Кристина Барански: Лек" |
| 1997.                   | Трећи камен од Сунца     |               | Соња Амдал                | Епизода: „Дик и слободна девојка" |
| 1999.                   | Сад и поново             |               | Рут Бендер (глас)         | Епизода: „Порекло" |
| 1999.                   | Фрејжер                  |               | Нора                      | Епизода: „Др. Нора" Награда Еми за изванредну гостујућу глумицу у хумористичкој серији |
| 2000—01.                | Добродошли у Њујорк      |               | Марша Бикнер              | 13 епизода |
| 2001.                   | Поданик Бинес            |               | Глен Фергусон Баинес Велч | Епизода: „Три дана у новембру" |
| 2002.                   | Касарна Мед              |               | Тери Хауланд              | Епизоде: „Побери своје битке", „Најбоље од непријатеља" |
| 2003.                   | Елојз на тргу            |               | Плунера Стиклер           | ТВ филм |
| 2003.                   | Елојз за Божић           |               | Плунера Стиклер           | ТВ филм |
| 2003—04.                | Срећна породица          |               | Ана Бренан                | 22 епизоде |
| 2004.                   | Зачаран                  |               |                           | ТВ филм |
| 2005.                   | Рецепт за савршен Божић  |               | Леа Белмонт               | ТВ филм |
| 2005.                   | Усвојена                 |               | Џуди Рабиновиц            | ТВ филм |
| 2005.                   | У игри                   |               |                           | ТВ пилот |
| 2005.                   | Шапат духова             |               | Вера Кленси               | Епизоде: „Гласови", „Прелаз" |
| 2006.                   | Неодвојиво               |               | Барбара                   | ТВ филм |
| 2006.                   | Амерички тата            |               | Бескућница (глас)         | Епизода: „Неуспех није фабрички инсталирана опција" |
| 2009.                   | Ружна Бети               |               | Викторија Харли           | 3 епизоде |
| 2009.                   | Фрикови                  |               | Алис Клејтон              | Епизода: „Мртав" |
| 2009—2019.              | Штребери                 |               | Др. Беверли Хофстатер     | 16 епизода Награда Еми за изванредну гостујућу глумицу у хумористичкој серији (2009, 2010, 2015, 2016) |
| 2009—2016.              | Добра жена               |               | Дајана Локхарт            | 156 епизода Награда Еми за изванредну споредну глумицу у драмској серији (2010–15) Награда Удружења глумаца за изванредне перформансе ансамбла у драмској серији (2009, 2010, 2011) |
| 2011.                   | Ко је Симон Милер?       |               | Аманда                    | ТВ филм |
| 2011.                   | Ружни Американци         |               | Грајмсова мама (глас)     | Епизода: „Мумија најдража" |
| 2013.                   | Породични човек          |               | Себе (глас)               | Епизода; „Позовите девојку" |
| 2015.                   | Боџек Хорсмен            |               | Аманда Хенити (глас)      | Епизода: „Клупко после таме" |
| 2017.                   | Редовна емисија          |               | Гуардин (глас)            | Епизода: „Регуларна епска финална битка" |
| 2017—данас              | Добра борба              |               | Дајана Локхарт            | 33 епизоде Награда за појединачно остварење у драми (2019) |
| 2017.                   | Ноћ вештина Мајкл Џексон |               | Госпођа Грау              | ТВ специјал |
| 2017.                   | Дух слободно јури        |               | Миз Макдонел (глас)       | Епизода; „Срећа и дугачак пут кући" |
| 2018.                   | Фенси Ненси              |               | Госпођа Девин (глас)      | 2 епизоде |
| 2019.                   | Позлаћено доба           |               | Агнес Ријн                | Предстојећа серија |

## Представе
| Година | Представа                                 |
| ------ | ----------------------------------------- |
| 1980   | Жмурке                                    |
| 1980   | Долазим атракције                         |
| 1982   | Сали и Марша                              |
| 1983   | Недеља у парку са Георгеом                |
| 1984   | Права ствар                               |
| 1984   | Урнебес                                   |
| 1986   | Кућа плавих лишћа                         |
| 1988   | Гласине                                   |
| 1991   | Ник и Нора                                |
| 2002   | Свини Тод: Паклени берберин из улице Флит |
| 2006   | Маме                                      |
| 2008   | Бенг, бенг                                |
| 2015   | Будале                                    |

### Видео игре
| Година | Игра                               | Улога         |
| ------ | ---------------------------------- | ------------- |
| 2013   | Skylanders: Swap Force             | Каосова мајка |
| 2017   | Steven Universe: Save the Light    | Хесонит       |
| 2019   | Steven Universe: Unleash the Light | Хесонит       |

### Музика
| Година | Назив      | Оригинални назив | Улога           | Белешке     |
| ------ | ---------- | ---------------- | --------------- | ----------- |
| 2019   | Два принца | The Two Princes  | Краљица Ливиниа | Аудио драма |